# Let It Bleed
Let It Bleed — музичний альбом гурту The Rolling Stones. Виданий 5 грудня 1969 року лейблом London, Decca. Загальна тривалість композицій становить 42:21. Альбом відносять до напрямку рок.
Альбом включено до Списку 500 найкращих альбомів усіх часів за версією журналу Rolling Stone на 32-й позиції.

## Список пісень

### Сторона Перша
1. «Gimme Shelter» — 4:32
2. «Love in Vain[en]» (Роберт Джонсон) — 4:22
3. «Country Honk[en]» — 3:10
4. «Live With Me» — 3:36
5. «Let It Bleed[en]» — 5:34

### Сторона друга
1. «Midnight Rambler[en]» — 6:57
2. «You Got the Silver[en]» — 2:54
3. «Monkey Man[en]» — 4:15
4. «You Can't Always Get What You Want[en]» — 7:30

## Хіт-паради

### Album
| Рік  | Хіт-парад                     | Позиція |
| ---- | ----------------------------- | ------- |
| 1969 | UK Albums Chart               | 1       |
| 1970 | UK Albums Chart               | 2       |
| 1969 | Billboard Pop Albums          | 3       |
| 1970 | Billboard Pop Albums          | 3       |
| 1980 | Billboard Pop Albums          | 177     |
| 2002 | Billboard Top Internet Albums | 15      |

### Сингли
| Рік  | Сингл                                | Хіт-парад             | Позиція |
| ---- | ------------------------------------ | --------------------- | ------- |
| 1973 | «You Can't Always Get What You Want» | The Billboard Hot 100 | 42      |

## Сертифікації
| Організація | Позиція          | Дата              |
| ----------- | ---------------- | ----------------- |
| RAA — US    | Золотий          | 24 листопада 1999 |
| RAA — US    | Платиновий       | 20 жовтня 1989    |
| RAA — US    | Двічі платиновий | 20 жовтня 1989    |
| BPI — UK    | Золотий          | 2 липня 1999      |
| BPI — UK    | Платиновий       | 2 липня 1999      |